# 新廣場 (畢爾包)

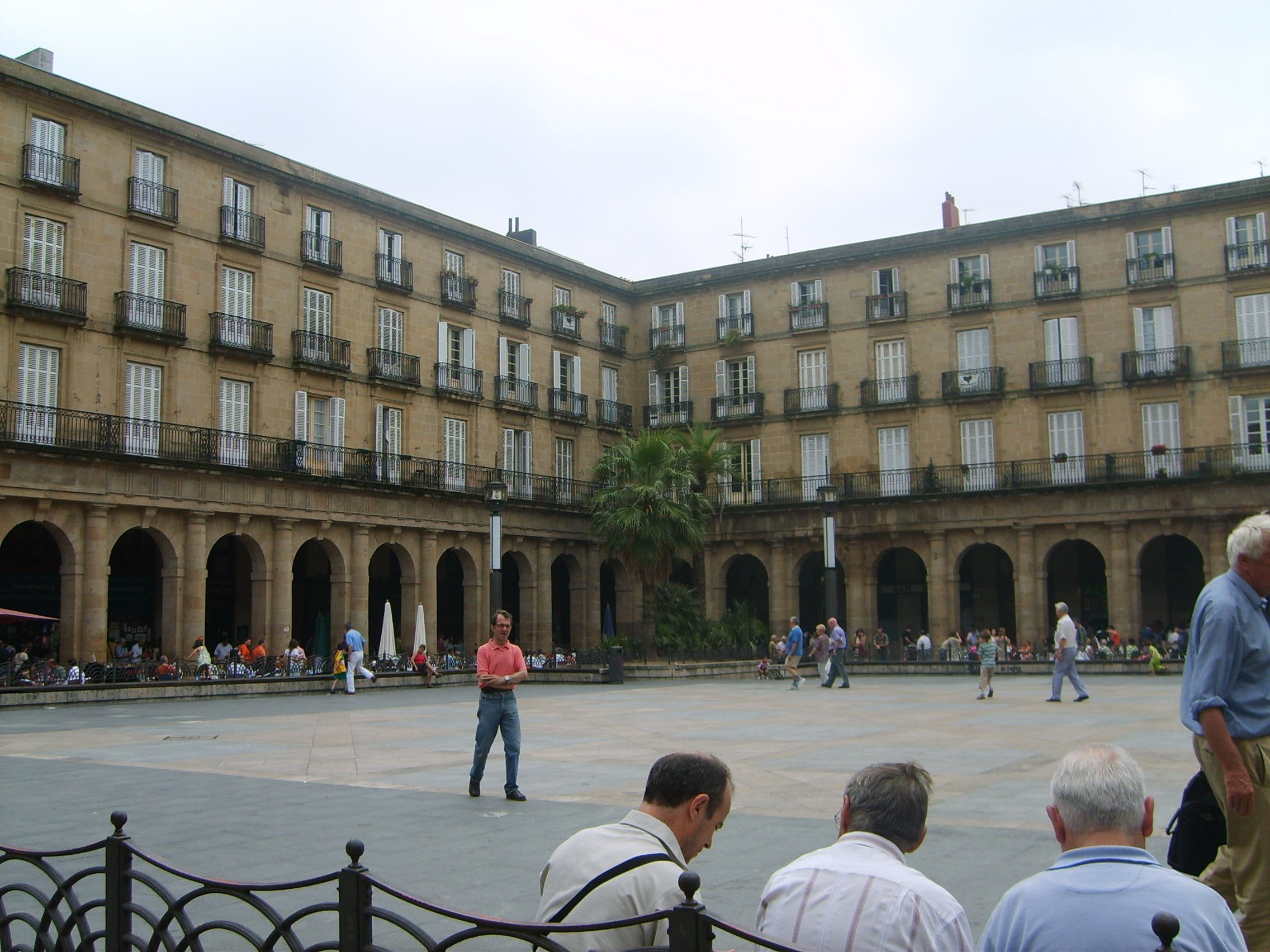
新廣場

新廣場（西班牙語：Plaza Nueva）是位於西班牙巴斯克自治區城市畢爾包的一座廣場，修建於1821年，以新古典主義建築而著稱。廣場名稱取自於這裡之前存在的舊廣場。每個禮拜日，新廣場還是跳蚤市場活動的舉辦地。該廣場也經常舉辦示威活動。
43°15′33″N 2°55′22″W / 43.2591°N 2.9227°W